# The Pebble and the Penguin
The Pebble and the Penguin (titulada Hubi el Pingüino en España y La piedra y el pingüino en Hispanoamérica) es una película de animación estadounidense de 1995 dirigida por Don Bluth y Gary Goldman. Narra la historia de Hubi (voz original en inglés de Martin Short), un pingüino que desea encontrar una preciosa piedra para casarse con Marina, el amor de su vida, pero el mayor obstáculo para conseguirlo es Drake, malvado pingüino sin corazón que también quiere casarse con ella.

## Argumento
En la Antártida, cada pingüino tiene que ofrecer a su novia en el día de la "fiesta del amor", la piedra más bella posible. Si ella la acepta, los dos pingüinos pueden vivir juntos y felices. Youbi, un pingüino algo tímido en el fondo se encuentra una gema verde encantadora, piensa ofrecer su amor, Marina. Desafortunadamente, el malvado Drake, una dura y violenta de pingüinos también se enamora de la bella. Él decide secuestrar y obligar a olvidar Youbi. Marina Youbi esperar, que para la espalda, la cara de los hombres, las tormentas, el asesino ... Pero no estará solo en su viaje, se sabe de un pingüino llamado Roco, que sueña con volar. Roco Youbi por lo tanto, será más seguro, superar sus miedos ... y encontrar Marina.

## Reparto
| Personaje | Voces en Inglés |
| --------- | --------------- |
| Hubie     | Martin Short    |
| Marina    | Annie Golden    |
| Rocko     | Jim Belushi     |
| Drake     | Tim Curry       |
| Narradora | Shani Wallis    |

## Banda sonora
1. "Now and Forever" (Hubie, Marina, Company)
2. "Sometimes I Wonder" (Hubie)
3. "The Good Ship Misery" (Company)
4. "Don't Make Me Laugh"  (Drake)
5. "Sometimes I Wonder - (Reprise)" (Marina)
6. "Looks Like I Got Me a Friend" (Hubie and Rocko)
7. "Now and Forever (Reprise)" (Company)
8. "Now and Forever (End Credits)" (Barry Manilow y Sheena Easton)